# Galibrotus matiasis
Galibrotus matiasis is een hooiwagen uit de familie Biantidae.